# سرطان الغدة الدرقية الكشمي
 سرطان الغدة الدرقية الكشمي كما يعرف أيضاً بسرطانة الغدة الدرقية الكشمية (باختصار ATC) هو شكل عدواني من سرطان الغدة الدرقية يتميز بنمو غير منضبط للخلايا في الغدة الدرقية. عادة ما يحمل هذا النوع من السرطان مآلات سيئة للغاية بسبب سلوكه العدواني ومقاومته لعلاجات السرطان. خلايا سرطان الغدة الدرقية الكشمي غير طبيعية للغاية وعادةً ما تصبح لا تشبه خلايا الغدة الدرقية الأصلية ولديها تمايز ضعيف. تُشير كلمة «الكشمي» إلى صفة الكشم التي تتصف به خلايا هذا النوع من السرطان، أي حقيقة أن هذه الخلايا أو الأنسجة فقدت قدرتها على التمايز الخلوي وفقدت بذلك سماتها الناضجة أو المتخصصة، كما هو الحال في الأورام الخبيثة.
يعتبر سرطان الغدة الدرقية الكشمي أحد أشكال سرطانات الغدة الدرقية الغير شائعة، حيث يمثل 1-2 ٪ من الحالات فقط، ولكن بسبب ارتفاع معدل الوفيات، فهو مسؤول عن 20-50 ٪ من جميع الوفيات الناجمة عن سرطان الغدة الدرقية. متوسط فترة معدل البقاء بعد التشخيص هي من ثلاثة إلى ستة أشهر. يحدث بشكل أكثر شيوعًا عند النساء منه عند الرجال ويظهر بشكل أكثر شيوعًا في الأشخاص الذين تتراوح أعمارهم بين 40 إلى 70.

## العلامات والأعراض
على عكس معظم سرطانات الغدة الدرقية التي لا تسبب أعراضًا، تميل السرطانات الكشمية إلى النمو بسرعة كبيرة (أحيانًا على مدى بضعة أسابيع). عادة ما يظهر سرطان الغدة الدرقية الكَشَمي (ATC) ككتلة عنق تتضخم بسرعة. أحيانًا قد يحدث احمرار وتورم في الجلد المُغطي للكتلة. يجب على المرضى الذين يعانون من أعراض انضغاطية، وتضخم العقد الليمفاوية، وبحة في الصوت، و/أو كتلة رقبية سريعة النمو في الرقبة، خاصة إذا كان لديهم تضخم الغدة الدرقية، الحصول على تقييم طبي على الفور. عادة ما يتسبب الATC في ظهور أعراض عن طريق ضغط الهياكل الموضعية، مثل المريء والشرايين السباتية والعصب الحنجري الراجع والقصبة الهوائية.قد يسبب هذا الضغط أعراضًا مثل صعوبة التحكم في الصوت أو بحة في الصوت أو صعوبة في البلع أو صعوبة وضيق في التنفس. في حالات السرطان المتقدم الذي ينمو في الهياكل المحيطة ويغزوها، يعاني المرضى من بحة في الصوت أو صعوبة في البلع. تشمل الأعراض الأخرى السعال أو آلام الرقبة أو الأعراض من انتشار السرطان إلى أماكن بعيدة في الجسم، مثل الدماغ. نادراً ما يظهر الATC مع سعال الدم.

## الأسباب
سبب الإصابة بسرطان الغدة الدرقية الكشمي غير معروف، ومع ذلك، في بعض الحالات ينشأ بالترافق مع وجود سرطانات الغدة الدرقية المتمايزة مثل سرطانات الغدة الدرقية الحليمية أو الجريبية. تشمل عوامل الخطر الرئيسية لسرطان الغدة الدرقية الكشمي سنًا أكبر من 65 عامًا، وتاريخ التعرض الإشعاعي للصدر أو الرقبة، و / أو تضخم الغدة الدرقية لمدة طويلة. لسوء الحظ، يعد سرطان الغدة الدرقية الكشمي أحد أكثر أنواع السرطان عدوانية في البشر وغالبًا ما يكون مميتًا.

### الإمراض
ما يناهز نصف حالات سرطان الدرقية الكشمي (ATC) يحدث بالترافق مع وجود سرطانات الغدة الدرقية المتمايزة.  هذا يشير إلى أن العديد من حالات ATC تمايزت عن سرطان الغدة الدرقية المتمايز، ونتيجة لذلك، أصبحت أكثر عدوانية وصعبة في العلاج. يظهر سرطان الغدة الدرقية المتمايز بالترافق مع ATC على الخزعات بالإبرة الدقيقة في 20-50 ٪ من الحالات.
تتميز الأورام الكشمية بعدل انقسام ميتوزي مرتفع وغزو في كثير من الأحيان للأوعية اللمفاوية. غالبًا ما يتم تصوير الموت الخلوي على الصور المجهرية. يدعم وجود الغدد الليمفاوية المتضخمة موضعياً في المرضى المسنين الذين تكشف فيهم الخزعة بالإبرة المظهر الحويصلي المميز للنوى تشخيص السرطان الكشمي. تظهر الصور الميكروسكوبية لـ ATC عادةً الخلايا الالتهابية في الجهاز المناعي مثل الخلايا التائية والبلعمية الكبيرة.
في اختبار الكيمياء النسيجية المناعية، يكون ATC عادةً إيجابيًا لبروتينات الكيراتين، وp53، و PAX8ولكن سلبياً لعامل نسخ الغدة الدرقية -1، والغلوبولين الدرقي، والكالسيتونين. تُظهر خلايا ATC مستويات عالية من تعبير PD-L1، كما تَظهر طفرات BRAF و TERT بشكل شائع في ATC أكثر من سرطان الغدة الدرقية المتمايز.

## التشخيص
يجب تقييم المرضى الذين لديهم تاريخ متعلق بكتلة رقبية سريعة النمو على الفور سواء كان يرافقها أعراض انضغاطية أو لا. قد تظهر أشكال أخرى من سرطان الغدة الدرقية (وخاصة سرطان الغدة الدرقية النخاعي) ولمفوما الدرقية كسرطان الغدة الدرقية الكشمي. يمكن أن تميز الخزعة بالإبرة في كثير من الأحيان بين سرطان كَشمي وسبب آخر، ولكن في بعض الأحيان يلزم أخذ خزعة بالإبرة الدقيقة (أي خزعة بإبرة كبيرة) أو خزعة جراحية.
بعد تشخيص سرطان الغدة الدرقية، من المهم معرفة مدى انتشار المرض. يمكن أن يُظهر التصوير المقطعي المحوسب للرقبة والصدر حجم الورم، سواء كان يغزو الهياكل المجاورة (العضلات أو القصبة الهوائية أو المريء) أم لا، ويمكن أن يحدد ما إذا كان المرض قد انتشر إلى أجزاء أخرى من الجسم.  يمكن أن يحدد تنظير الحنجرة (النطاق المدرج أسفل الحلق) ما إذا كانت الحبال الصوتية قد تأثرت بالسرطان.

### التشخيص التفريقي
بالإضافة إلى سرطان الغدة الدرقية الكشمي، تدفع كتلة الرقبة المتضخمة بسرعة إلى النظر في العديد من التشخيصات الهامة الأخرى. وتشمل هذه السرطانات الأخرى مثل اللمفوما الدرقية، وسرطان الغدة الدرقية السيء التمايز، والساركومة، والانبثاث من سرطانات الجهاز الهضمي العلوي والجهاز التنفسي. يعتبر سرطان الخلايا الحرشفية في الغدة الدرقية سببًا نادرًا لهذا العرض.

## العلاج/الإدارة
علاج سرطان الغدة الدرقية الكشمي (ATC) هو في الغالب تلطيفي.  قد يؤدي الاستئصال الجراحي باستخدام العلاج الإشعاعي المساعد والعلاج الكيميائي إلى إطالة فترة البقاء إلى حد ما وتحسين جودة الحياة. لم يتم تحديد دور العلاج المساعد في سرطان الغدة الدرقي الكشمي بشكل واضح. يعتقد بأن أفضل علاج لسرطان الغدة الدرقية الكشمي والفرصة الوحيدة للعلاج هو الإزالة الجراحية الكاملة للسرطان داخل الرقبة. حتى المرضى الذين يعانون من أمراض يمكن استئصالها عادة ما يكون لديهم غزو في الهياكل المحيطة مثل القصبة الهوائية والمريء والأوعية الدموية الكبيرة، وغالبًا ما ينمو في الصدر ولذلك فإن الاستئصال الكامل نادراً ما يكون ممكناً. من المرجح أن يحتاج المرضى الذين يعانون من سرطان الغدة الدرقية الكشمي الذي تم استئصاله للمشاركة في تجربة سريرية للعلاج الكيميائي و/أو العلاج الإشعاعي لمزيد من العلاج.  قد تعيش نسبة صغيرة من الأشخاص الذين يعانون من مرض في مرحلة مبكرة يمكن إزالته بالكامل لسنوات عديدة بعد تشخيصهم. ومع ذلك، فإن معظم المرضى سيعانون من مرض غير قابل للمعالجة التامة (أي لا يمكن إزالته بالكامل جراحيًا) في وقت التشخيص. بالنسبة للمرضى الذين يعانون من مرض لا يمكن علاجه، من المهم تحديد أفضل السبل لتحسين جودة حياة المريض وجعل أيامهم المتبقية مريحة ومرضية قدر الإمكان.
قد يكون بعض المرضى مرشحين لجراحة تلطيفية (أي علاج غير علاجي ولكنه يحاول تحسين جودة الحياة). قد يشمل ذلك أنبوب ثقب القصبة الهوائية (أي أنبوب يمر عبر الجلد في القصبة الهوائية يساعدهم على التنفس) و / أو أنبوب تغذية (أي أنبوب يمر عبر الجلد إلى المعدة يمكن من خلاله إطعامهم). ومع ذلك، قد يختار بعض المرضى الدخول في رعاية المستشفيات حيث تهدف جميع العلاجات إلى جعلها مريحة قدر الإمكان.

سرطان الغدة الدرقية الكشمي، يظهر على صورة الموجات فوق الصوتية.

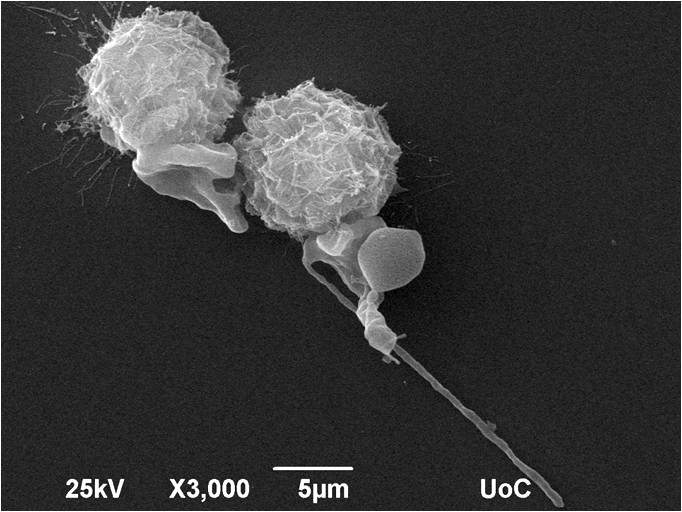
خلايا سرطانة الغدة الدرقية الكشمية.

## المآل
تستند إحصائيات المآل على دراسة مجموعات لا على التعيين من مرضى السرطان الدرقي الكشمي. لا يمكن لهذه الإحصائيات التنبؤ بمستقبل المريض على المستوى الفردي، لكنها يمكن أن تكون مفيدة عند النظر في العلاج والمتابعة الأكثر ملاءمة للمريض. تم تقدير معدل البقاء الكلي لخمس سنوات لسرطان الغدة الدرقية الكشمي على أنه 7٪  أو 14٪، على الرغم من انتقاد الأخير لأنه على الأغلب مبالغ في تقديره. تشمل العوامل الإضافية التي تؤثر على المآل: عمر الشخص، ووجود الانبثاث البعيد، وجرعة الإشعاع المعطاة للورم الأساسي والعقد الليمفاوية.
إن علاج سرطان الغدة الدرقية الكشمي عمومًا تلطيفي بسبب الطبيعة العدوانية للغاية ووفياته الشاملة تقريبًا. إن الأورام الأكبر، والانبثاثات البعيدة، والأعراض الانسدادية الحادة، وزيادة عدد الكريات البيضاء تنذر بمآل أكثر سوءًا.  يُعزى الموت إلى انسداد مجرى الهواء العلوي والذي يتسبب بالاختناق في نصف المرضى، وإلى مزيج من المضاعفات، أو العلاج، أو كليهما في النصف الآخر.[بحاجة لمصدر]
سرطان الغدة الدرقية الكشمي شديد العدوانية. تحدث الوفاة في معظم الحالات في أقل من عام واحد نتيجة للنمو الموضعي العدواني في الرقبة. متوسط معدل البقاء لهذا المرض من 4 إلى 5 أشهر منذ وقت التشخيص، مع وجود نادر للناجين على المدى الطويل. ولذلك، في حين أن إحصائيات معدل البقاء على قيد الحياة غير واعدة - حيث يبلغ متوسط معدل البقاء على قيد الحياة 6 أشهر - من المهم ملاحظة وجود ناجين على المدى الطويل.

## علم الأوبئة
على الرغم من أن سرطان الغدة الدرقية الكشمي (ATC) يمثل 1-2 ٪ من سرطانات الغدة الدرقية فقط، إلا أنه يساهم في 14-50 ٪ من الوفيات الناجمة عن جميع سرطانات الغدة الدرقية مع معدل بقاء متوسط من 3 إلى 6 أشهر. معظم المرضى الذين تم تشخيصهم بهذا المرض يبلغون من العمر 65 سنة أو أكثر. حالات الإصابة بسرطان الغدة الدرقية الكشمي تتناقص في جميع أنحاء العالم. يحدث سرطان الغدة الدرقية الكشمي في المقام الأول لدى المرضى المسنين. في إحدى الدراسات الأمريكية والألمانية المحتمَلة لـ 5,583 حالة سرطان الغدة الدرقية، كان 67٪ من المرضى الذين يعانون من ATC أكبر من 70 عامًا. في نفس الدراسة، شكلت الإناث 70٪ والذكور 30٪ من المصابين.
استنادًا إلى الدراسات الوبائية المستمدة من قاعدة بيانات المراقبة والوبائيات والنتائج النهائية (SEER)، ظل معدل حدوث ATC ثابتًا في الولايات المتحدة خلال الفترة ما بين 1973 و 2002.  يقدر حدوث ATC بحوالي 1 إلى 2 لكل مليون نسمة في السنة، وكان هذا الاتجاه يتناقص على الرغم من أن حدوث أنواع فرعية متباينة بشكل جيد (على سبيل المثال، حليمي وجريبي) من سرطان الغدة الدرقية قد تزايد.
من عام 1973 إلى عام 2002، كانت هناك زيادة بمقدار 2.4 مرة في جميع حالات سرطان الغدة الدرقية مع عدم وجود تغير كبير في حدوث ATC.  ساهم سرطان الغدة الدرقية الحليمي، الذي ارتفع من 2.7 إلى 7.7 لكل 100.000، في جميع الزيادة تقريبًا. وتجدر الإشارة إلى أن السرطانات التي يقل طولها عن سنتيمتر واحد استأثرت بنسبة 49٪ والأورام التي تقل عن سنتيمترين تمثل 87٪ من الزيادة في الفترة ما بين 1988 و 2002. ولم يكن هناك تغير في الوفيات المرتبطة بسرطان الغدة الدرقية خلال نفس الفترة. هذا يثير السؤال عما إذا كان التشخيص المبكر يؤدي إلى تدخلات غير ضرورية.
أظهرت الدراسات المنشورة من إيطاليا انخفاضًا في ATC من 4٪ إلى 1٪ بين 1969 و 1973، بينما أظهرت دراسة أخرى في الهند انخفاضًا من 8٪ إلى 4٪ بين 1989 و 1993.  على الرغم من زيادة الإصابة بسرطان الغدة الدرقية الجيد التمايز في اليابان، إلا أن معدل حدوث ATC ظل ثابتًا.  في سريلانكا، أفادت دراسة نظرت في الإصابة بسرطان الغدة الدرقية على مدى 28 عامًا، انخفاضًا كبيرًا في أمراض الأنسجة الكشمية. وقوع ATC لم يتغير بشكل كبير في دراسة من اسكتلندا. قد يكون أحد أسباب انخفاض حدوث ATC في هذه المواقع المتعددة أنه يتم إجراء تشخيص أكثر دقة.

## حالات ملحوظة
- وليام رينكويست (1924-2005)، رئيس قضاة الولايات المتحدة (1986-2005).
- جون هولت (1959–2013)، اتحاد كرة القدم الأميركي.
- Kevin Towers (1961–2018)، مسؤول MLB التنفيذي.[21]
- غييرمو أندرسون (1962–2016)، ملحن ومغني هندوراسي.